# Língua sipacapense
Sipacapense é uma Maias, intimamente relacionado com a língua quiché falada nativamente por cerca de 4 mil pessoas do povo Sipakapense no oeste da Guatemala. Sua sede principal está localizada no município de Sipacapa no departamento de San Marcos.

## Escrita
A língua uma forma do alfabeto latino sem as letras C e H (exceto em Ch), D, F, G, V, Z. Usam-se Ch, Ch’, K’, K’, Ky, Ky’, P’, Q’, T’, Tz, Tz’

## Amosta de texto
Ri ka’yb’al ib’
Wa’ wochb’laal are’ ri jun ka’yb’al ib’
Are’ jun q’uus laj no’jneem
No’j chanim amal., jro’q ttzatzik
¡qatz are’ nk’isb’al. "Katinlq’oj"!